# Gitte Dyrberg
Gitte Dyrberg Knudsen, tidligere Gitte Dyrberg Lassen, (født 5. februar 1958 i Kjellerup) er en dansk designer. Hun begyndte at studere ved Danmarks Designskole i 1985, hvor hun mødte sin senere kompagnon, Henning Kern. I 2001 modtog hun på vegne af sin virksomhed Dyrberg/Kern Kong Frederik IX's hæderspris for fortjenstfuldt eksportarbejde.